# 湯ノ浦
湯ノ浦（ゆのうら）は、愛媛県今治市の地名。郵便番号799-1525。

## 地理
今治市東部、桜井地域に存在する。リゾート開発が進められた地区であり、ホテルや観光施設などが見られる。北で桜井、南で孫兵衛作、西で長沢と接しているほか、西側で孫兵衛作の複数の飛地と接している。瀬戸内海に近いが海岸線は有していない。
国道196号をはさんで道の駅今治湯ノ浦温泉が今治市長沢甲にある。

## 施設
- 輸出縫製福祉センター
- 塔ヶ谷下水処理場
- 湯ノ浦温泉
- クアハウス今治
- 桜井総合公園
- 今治湯ノ浦ハイツ - 市営宿泊施設
- ケーオーホテル